# Powiat bialski
Powiat bialski – powiat znajdujący się w województwie lubelskim utworzony w 1999 roku; największy powiat w województwie (obejmuje 11% jego powierzchni) i trzeci co do wielkości w Polsce (po białostockim i olsztyńskim). Jego siedzibą jest miasto Biała Podlaska.

## Administracja
Siedziba powiatu
- Biała Podlaska

Miasta
| - Międzyrzec Podlaski | - Piszczac | - Terespol |
Gminy miejsko-wiejskie
- Piszczac

Gminy wiejskie
| - Biała Podlaska - Drelów - Janów Podlaski - Kodeń - Konstantynów | - Leśna Podlaska - Łomazy - Międzyrzec Podlaski - Rokitno - Rossosz | - Sławatycze - Sosnówka - Terespol - Tuczna - Wisznice | - Zalesie |
Na terenie powiatu znajduje się 339 wsi, z czego 327 jest na prawach sołectw.

## Demografia
Liczba ludności (dane z 30 czerwca 2005; populacja, miasto, wieś – 2008):
|        | Ogółem  | Ogółem | Kobiety | Kobiety | Mężczyźni | Mężczyźni |
| osób   | %       | osób   | %       | osób    | %         |           |
| ------ | ------- | ------ | ------- | ------- | --------- | --------- |
| Ogółem | 114 227 | 100    | 57 765  | 50,57   | 56 462    | 49,43     |
| Miasto | 23 255  | 20,36  | 11 987  | 10,49   | 11 268    | 9,86      |
| Wieś   | 90 972  | 79,64  | 45 778  | 40,08   | 45 194    | 39,57     |

▶Wieś vs ▶miasto
Ogółem (▶k, ▶m)
Miasto (▶k, ▶m)
Wieś (▶k, ▶m)

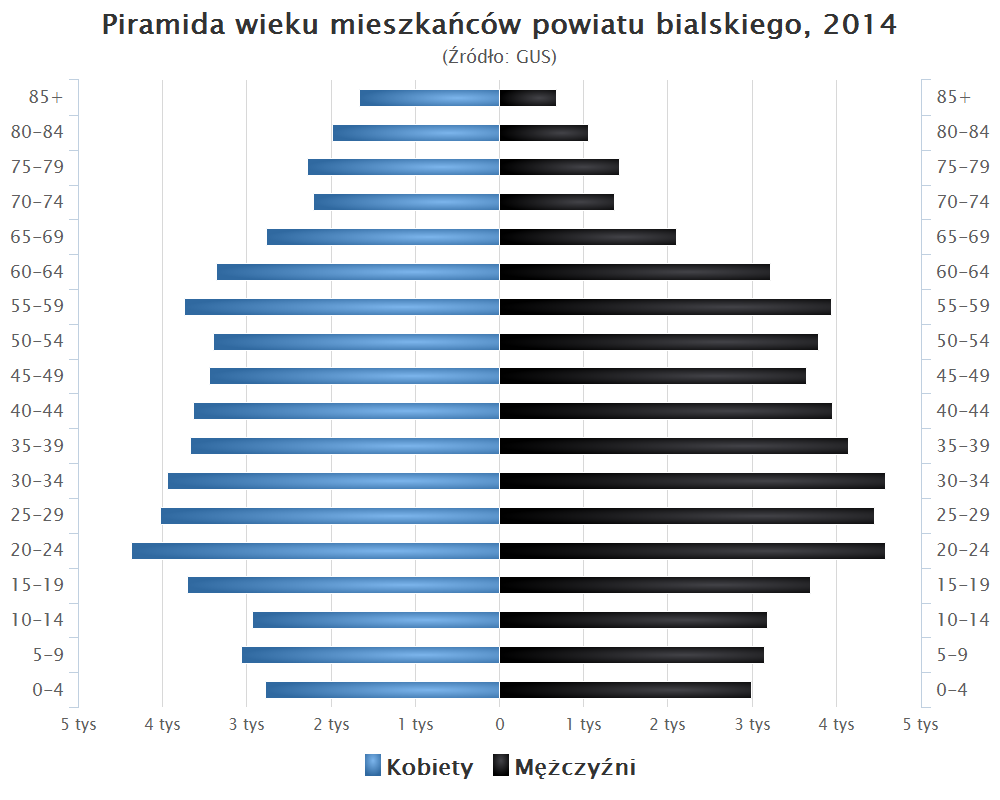
Piramida wieku mieszkańców powiatu bialskiego w 2014 roku

Według danych z 31 grudnia 2019 roku powiat zamieszkiwały 110 772 osoby. Natomiast według danych z 30 czerwca 2020 roku powiat zamieszkiwały 110 454 osoby.

## Stopa bezrobocia
We wrześniu 2019 liczba zarejestrowanych bezrobotnych wynosiła 4100 osób, a stopa bezrobocia 9,3%.

## Warunki naturalne
Wschodnią i północną granicę powiatu stanowiącą jednocześnie granicę pomiędzy Polską a Białorusią, wyznacza największa rzeka regionu, jaką jest Bug. Na odcinku przy gminie Konstantynów rozdziela on również województwa lubelskie z podlaskim. Na terenie powiatu przebiega granica między: Europą Zachodnią a Europą Wschodnią, zaś przepływająca przez centralną część powiatu Krzna dzieli go na część zachodnio- i wschodnioeuropejską.
Powiat bialski to także region pogranicza klimatycznego, gdzie walkę o wpływ toczą masy powietrza atlantyckiego z kontynentalnym.
Fizjograficzne mezoregiony powiatu to: Równina Łukowska – na zachodzie i północy, Zaklęsłość Łomaska i Równina Kodeńska oraz fragmenty Równiny Parczewskiej – na południu, a także skrawek Polesia Brzeskiego – na wschodzie. Wszystkie one z wyjątkiem Równiny Łukowskiej wchodzą w skład makroregionu Polesie Zachodnie, natomiast tereny Równiny Łukowskiej na której znajduje się lewobrzeżna część stolicy powiatu, śródmieście Białej Podlaskiej, wchodzą w skład Niziny Południowopodlaskiej. Dwoma megaregionami występującymi na terenie powiatu są Niż Wschodnioeuropejski i Niż Środkowoeuropejski, których granica biegnie Krzną. Do tego drugiego należy Równina Łukowska.
Największe rzeki powiatu to: Bug, Krzna, Zielawa, Rudka i Klukówka; na rozległych łąkach wzdłuż tych rzek występują koloniami: czajki, rycki, rzadkie w kraju kuliki wielkie.
Przez powiat przepływa także Kanał Wieprz-Krzna, który zasila największy w powiecie 650-hektarowy zbiornik retencyjny „Żelizna”. Pośród przybrzeżnych szuwarów, gniazdują: perkozy, rdzawoszyie, mewy śmieszki, różne gatunki kaczek, błotniaki stawowe, kureczki, łabędzie nieme oraz jedne z najliczniejszych w kraju skupiska bociana białego i rzadkiego bociana czarnego i wiele innych ptaków.
Starorzecza porastają kożuchy grzybieni białych, osoki aloesowatej, rdestów i grążeli żółtych urozmaicających faunę i florę. Przy brzegach występują, zaś pałki szerokolistnej trzciny, turzyc, a także kosaćce żółte.

### Rezerwaty przyrody
Chmielinne •
Czapli Stóg •
Dobryń •
Liski •
Łęg Dębowy •
Omelno •
Stary Las •
Szwajcaria Podlaska

### Parki krajobrazowe
- Podlaski Przełom Bugu

Na obszarze powiatu bialskiego znajdują się 282 pomniki przyrody ożywionej i nieożywionej. Wśród nich wyróżniamy: 3 – pomniki stanowiskowe, 4 – pomniki alej drzew, 25 – pomników głazów narzutowych, 64 – pomniki grup drzew oraz 187 – pomników pojedynczych drzew.
Drzewa objęte ochroną pomnikową należą do 17 gatunków, wśród których najliczniejsza jest lipa. Znajdują się one (według częstotliwości występowania) na terenie: lasów państwowych, parków dworskich, obiektów sakralnych, przy drogach, a także na prywatnych posesjach. Drzewami o największym obwodzie pnia, są mający 7,7 m dąb szypułkowy w Jabłecznej oraz mająca 635 cm, lipa drobnolistna znajdująca się w Pokiniance.

## Klimat
Obszar powiatu znajduje się w obrębie klimatu przejściowego umiarkowanego i zaliczany jest do podlasko-poleskiego regionu klimatycznego. Jest to jeden z chłodniejszych regionów klimatycznych, częściej niż w innych regionach zjawiają się w nim dni z pogodą dość mroźną, słoneczną i bez opadu. Charakteryzuje się on średnio ok. 175 dniami w roku z pogodą umiarkowanie ciepłą (w tym kilka, kilkanaście z upalną) z czego 70 dni jest pochmurnych, a 55 z opadem. Inne cechy charakterystyczne klimatu to: krótsze niż w zachodniej Polsce przedwiośnie i przedzimie oraz okres wegetacyjny trwający ok. 205 dni. Notuje się dużą roczną amplitudę temperatury między latem a zimą (śr. 22 °C). Miesiącami najcieplejszymi są lipiec i sierpień – ze śr. temperaturą 18,2 °C, zaś najzimniejszymi styczeń i grudzień – ze średnią ok. 4 °C. Rocznie występuje ok. 210 dni z temperaturą dobową powyżej 5 °C. Średnia roczna temperatura dla całego powiatu to ok. 7 °C.
Opady przeważają w okresie letnim, a roczna ich suma wynosi śr. 547 mm z tego 351 mm w półroczu letnim i 196 mm w półroczu zimowym. Mniejsze opady występują na terenach zachodnich a większe we wschodnich (najwięcej w dolinie Bugu ok. 560 mm). Pokrywa śnieżna na terenie powiatu tworzy się zazwyczaj już w listopadzie, a zanika w marcu, zalegając średnio 70 do 90 dni w roku (lecz w ostatnich latach obserwuje się o wiele niższe wskaźniki).
Wiatry przeważają z kierunków zachodnich niosąc (w odróżnieniu od wiatrów wschodnich występujących głównie w okresie zimowym) chłodniejsze powietrze latem a cieplejsze zimą. Średnia prędkość wiatru notowana w roku to 3 m/s. Średnio notowanych jest 12 dni w roku w których wieją bardzo silne wiatry, tj. powyżej 15 m/s, mała jest liczba dni zupełnie bezwietrznych.

## Lasy
Lasy powiatu bialskiego (według stanu na początek 2007 r.) zajmują powierzchnię 71 579 ha. Daje to wskaźnik lesistości 26%, czyli o 3,5% większy od średniej województwa lubelskiego, lecz o 3% mniejszy od średniej krajowej. Lasy występujące na terenie powiatu w 57,3% należą do Skarbu Państwa, zaś reszta stanowi własność prywatną. Lasy Skarbu Państwa administrowane są przez cztery nadleśnictwa, tj.:
| Nadleśnictwo Biała Podlaska – w centralnej i północnej części powiatu Leśnictwa: Grabarka, Rudka, Janówka, Zaścianek, Konstantynów, Cieleśnica, Serwin, Kniejówka, Szadek, Leśna. Drzewostan nadleśnictwa w %: 1. sosna – 69,93% 2. dąb – 14,14% 3. brzoza – 9,85% 4. olcha – 4,09% 5. reszta – 1,95%. Nadleśnictwo Chotyłów – we wschodniej części powiatu Leśnictwa: Neple, Wólka Dobryńska, Zalesie, Kłoda, Kodeń, Połoski, Zabłocie, Dobrynka, Terespol Drzewostan nadleśnictwa w %: 1. sosna – 72.5, 2. brzoza – 10, 3. olcha – 9, 4. dąb – 7, 5. reszta – 2.5 Przeciętny wiek: 54 lata. |  |  | Nadleśnictwo Włodawa – w południowej części powiatu Leśnictwa: Brus, Hanna, Kaplonosy, Matiaszówka, Romanów Drzewostan nadleśnictwa w %: 1. sosna – 64 2. olcha – 12 3. dąb – 10 4. reszta – 14 Przeciętny wiek: 53 lata. Nadleśnictwo Międzyrzec Podlaski – w zachodniej części powiatu Leśnictwa: Bereza, Drelów, Komarówka, Leszczanka, Woroniec, Sokule, Strzyżówka, Sitno, Witoroż, Żelizna, Żerocin Drzewostan nadleśnictwa w %: 1. sosna – 72 2. brzoza – 10 3. dąb – 9 4. olcha – 8 5. reszta – 2 Przeciętny wiek 49 lat. |

Wśród gmin powiatu, najbardziej lesista jest gmina Drelów – 37,03% a najmniej gmina Sławatycze – 6,27%.
Lasami występującymi na terenie powiatu są głównie lasy iglaste (bory) – ponad 70% powierzchni z dominacją sosny. Średnio w roku pozyskuje się z lasów powiatu – 210 tys. m³ grubizny drewna. Obecnie obserwuje się stały wzrost poziomu zalesienia, spowodowany głównie poprzez przyrost młodostanu brzozowego.

## Historia

### Czasy piastowskie
W czasach piastowskich tereny obecnego powiatu bialskiego wchodziły w skład ówczesnego Podlasia rozciągającego się wówczas od (obecnych miast) Augustowa – na północy, Parczewa – na południu, Nowogródka – na wschodzie i Siedlec – na zachodzie. Były to tereny, na których stykały się ze sobą wpływy Polski, Litwy, Rusi, a także Jaćwingów, a nawet Krzyżaków. Był to obszar raczej płaski pokryty licznymi lasami, borami i bagnami.
W X wieku nadbużańskie tereny powiatu bialskiego jako pierwsze zaludniły słowiańskie plemiona Bużan i Dulebów. Plemiona te już za czasów Mieczysława I były stopniowo wypierane, aż w końcu całkowicie wyparte przez napływające z północy dzikie plemię Jaćwingów. Jaćwingowie na terenach powiatu panowali do XIII wieku, kiedy to ich przepędzenia dokonali Polacy od zachodu i Rusini od wschodu. Obecne ślady po Jaćwingach pozostały w nazwach niektórych wsi (jak choćby Jaźwiny), a w mniejszym stopniu w nazwiskach rodowych (np. Koma, Nabit), jednak już nie występujących na terenie powiatu bialskiego.
Terytorium obecnego powiatu bialskiego w czasach piastowskich, jako że leżało na pograniczu trzech dopiero się formułujących państw, pełniło doniosłe znaczenie strategiczne. Z tego też powodu na ziemiach tych toczyły się liczne walki między Polakami, Rusinami i Litwinami, których skutkiem było okresowe przechodzenie tych ziem z jednej strony na drugą.
Polskiego panowania na tych terenach możemy dopatrzyć się już w 981 roku, kiedy to kronikarz ruski w swej kronice pisze: nad rzeką Krzną w okolicy Nepli była bitwa Włodzimierza Wielkiego z Polakami, bądź też zapis z 1016 r. Poszedł Włodzimierz książę Ruski na Lachów i zajął ich grody – tj. tereny z lewej strony Bugu. Bezsprzecznie terytorium obecnego powiatu należało w całości do Polski od 1020 roku, kiedy to Bolesław Chrobry zdobył ziemię brzeską, której częścią składową był dzisiejszy powiat bialski. W roku 1038 na skutek panującej anarchii w Polsce, ziemia brzeska zostaje podbita przez księcia kijowskiego Jarosława Mądrego. Kroniki ruskie tak piszą o tym fakcie: Jarosław ciągnąc łodziami z wojskiem z południa ku północy, ku ziemiom polskim, rzeką Bug, opanował ziemię nad Bugiem aż do Mazowsza, zabrał stąd gromady niewolników spośród miejscowej ludności, rozsadzając na terenach zdobytych, sprowadzonych z Rusi – Rusinów.
W 1071 roku na skutek oręża Bolesława Szczodrego ziemia brzeska na pewien czas wraca do Polski. Następnie panowanie nad ziemią brzeską dzierżą różni książęta ruscy w tym pińsko-turowscy. Później zaś powstaje oddzielne księstwo brzeskie, którego ziemie wraz z Brześciem w 1164 r. przejściowo zdobył książę litewski Skirmunt. Ponownie ziemię brzeską przyłączył do Polski Kazimierz Sprawiedliwy w roku 1182, po 12 dniach oblężenia Brześcia. Nie mogąc sprawować osobistej władzy nad tymi dalekimi terenami, król oddał ją swoim starostom, a później (swemu kuzynowi) Romanowi, z obowiązkiem hołdu. Roman nie mogąc znieść obowiązku lennego, podniósł bunt przeciwko królowi, co w. w konsekwencji doprowadziło to do jego śmierci w bitwie z Polakami pod Zawichostem w 1205 r. W XIII wieku następcy Kazimierza Sprawiedliwego nie umieli już tych ziem utrzymać dla Polski. W czasie osłabienia państwa polskiego spowodowanego rozbiciem dzielnicowym ziemiami powiatu na przemian władali różni książęta ruscy z rodu Rurykowiczów.
Skłóconej i wojującej między sobą Rusi, jak i Polsce od ok. 1240, zaczęli zagrażać Tatarzy, którzy wykorzystując osłabienie obydwu krajów w wielkim marszu z 1241 r. niszczyli wszystko, co stało na ich drodze, zabijając lub biorąc w jasyr miejscową ludność. Po nawale tatarskich zagonów na teren powiatu w 1242 r. weszli Litwini, zagarniając Podlasie wraz z ziemią brzeską i powiatem bialskim – dla siebie. Wówczas to książę Erdziwiłł wziął się za odbudowywanie spalonych przez Tatarów grodów, osad i wsi. W połowie XIII w. włada tymi ziemiami syn Mendoga (władcy Litwy) – Wojsiełk. Jednakże po otrząśnięciu się Polski z tatarskiej nawałnicy w 1282 roku, ziemie powiatu bialskiego Leszek Czarny z powrotem przywraca dla Polski.
O całe Podlasie, a wraz z nim ziemię brzeską i jej częścią składową, jaką był powiat bialski, rościli sobie prawo nie tylko Litwini, ale i Krzyżacy. Żądania te były skierowane zarówno do Polaków, jak i Litwinów w zależności od tego, kto posiadał w danej chwili te ziemie. Kres żądań krzyżackich miała położyć bulla papieża Urbana IV z 1264 r., przyznająca całe Podlasie wraz z ziemią brzeską Polakom na zasadzie praw wojennych. Mimo to Krzyżacy nie wyrzekli się definitywnie pretensji do tych ziem. Dowodzi tego najazd z sierpnia 1379 r., kiedy to Krzyżacy idąc z zachodu (czyli przez teren obecnego powiatu), zniszczyli i zrabowali Brześć. Pozostałością po Krzyżakach grasujących na terenie obecnego powiatu, była nazwa Leśnej Podlaskiej, która do XVII wieku nazywała się Okopami Krzyżackimi.
Okres panowania ostatnich Piastów, to czas w którym stopniowo państwo polskie zaczęło się jednoczyć, podnosząc się z upadku spowodowanego rozbiciem dzielnicowym. Pierwszy rok królowania Władysława Łokietka dowodzi jeszcze o niestabilności państwa. Wówczas to w roku 1320 książę litewski Giedymin zajmując całe Polesie i część Podlasia zagarnął ziemie powiatu z powrotem dla Litwy. Po śmierci Giedymina ziemie powiatu przejął jego syn Kiejstut, lecz nie na długo, bowiem syn Łokietka – król Polski, Kazimierz zaczął na nowo ubiegać się o nie. Po 15 latach swego panowania Kazimierz Wielki spełnił swe zamiary, zdobywając w roku 1349 dla Polski Wołyń, a wraz z nim księstwo brzeskie i Brześć po 9 dniach jego oblężenia, w tym także terytorium dzisiejszego powiatu bialskiego. Król postanowił osadzić w księstwie brzeskim na prawach lennych – książąt litewskich, pod nadzorem swych (polskich) wojsk. Jednakże już w 1350 r., książęta litewscy podnieśli bunt przeciwko Polsce, wypędzając królewskie załogi. Na skutek dwuletniej wojny między Polską a Litwą, księciu Olgierdowi udało się odebrać ziemię brzeską i przyłączyć ją w 1351 r. do Litwy.

### Czasy jagiellońskie
Czasy panowania Jagiellonów w końcu XIV wieku, oznaczały dominację Litwy na tych terenach. Mimo to książęta polscy nie zaprzestali działań mających na celu przywrócenie tych ziem dla Polski. Dowodzi to fakt z roku 1382, kiedy to zięć Kiejstuta, książę mazowiecki Janusz I Starszy, opanował południową część Podlasia (w tym ziemię brzeską) i przyłączył ją do Mazowsza. Jednak już w rok potem odebrał te ziemie od Mazowsza i zagarnął dla Litwy wielki książę litewski Władysław, oddając rządy nad prowincją Witoldowi. Książę Witold wpisał się historię ziemi bialskiej jako jej mądry zarządca, który doprowadził ją do znacznego rozkwitu.
Kres odwiecznych walk między Polakami a Litwinami o te ziemie położyła unia polsko-litewska zawarta 14 sierpnia 1385 r. w Krewie. Wtedy to na skutek unii personalnej obu narodów, ziemia brzeska przestała być zarzewiem sporów i stała się terenem wspólnotowym. Ostatecznie status tych ziem został określony w roku 1452, kiedy to Księstwo Brzeskie zostało włączone wraz z całym Podlasiem do województwa trockiego, a następnie w 1460 roku przyznane Wielkiemu Księstwu Litewskiemu przez Kazimierza Jagiellończyka. Zbyt wielki rozmiar województwa trockiego powodujący trudności w jego administrowaniu spowodował konieczność wyodrębnienia południowych jego terenów (w tym obszaru dzisiejszego powiatu) i utworzenia województwa podlaskiego. Dokonał tego w 1513 roku, król Zygmunt Stary.
Polacy nigdy nie pogodzili się z utratą Podlasia i domagali się sprawiedliwego jego podziału. Dokonał tego na sejmie w Lublinie w 1569 r. król Zygmunt August, przyznając Koronie jego część zachodnią, podczas gdy część wschodnia (a w tym ziemie obecnego powiatu) weszły w skład Litwy. Dokument ten opatrzony datą 5 marca 1569 rok, wskazywał, że: ,,(...) Ziemia podlaska odwiecznie należała do Polski (...) my Litwini ku pierwszemu ciału w tytuł Korony na wieczne czasy ją przywracamy (...)”.  Z ziem Podlasia wschodniego, które przypadły Wielkiemu Księstwo Litewskiemu, utworzono województwo brzeskie, w którego skład weszło część ziem obecnego powiatu bialskiego. Województwo brzeskolitewskie miało stolicę w Brześciu i dzieliło się na powiaty: brzeski (zachodni) i piński (wschodni). Ziemie obecnego powiatu bialskiego, weszły w skład powiatu zachodniego, który posiadał kasztelana i wybierał jednego posła, senatora i deputata. W dodatku teren obecnego powiatu bialskiego podzielony był między dwa województwa – podlaskie i brzeskolitewskie I Rzeczypospolitej. Stan ten pozostał niezmienny przez ponad 200 lat, czyli aż do rozbiorów Polski. Granica tych dwóch województw ówczesnej Rzeczypospolitej przebiegała przez miejscowości: Stary Bubel – na północy poprzez Swory, Rogoźniczka – w centrum oraz Kolembrody, Wisznice – na południu. Z ważniejszych miejscowości obecnego powiatu bialskiego, do województwa podlaskiego należały: Konstantynów, Leśna Podlaska, Międzyrzec Podlaski, Drelów, Rossosz, a do województwa brzeskolitewskiego: Janów Podlaski, Pratulin, Terespol, Łomazy, Wisznice oraz siedziba współczesnego powiatu – Biała Podlaska.
W połowie XVI wieku, na terytorium obecnego powiatu bialskiego istniało 9 wydzierżawionych dóbr królewskich obejmujących okoliczne wsie. Wśród nich wyróżniamy miasta Łomazy i Piszczac, oraz wioski Dąbrowica, Huszcza, Kijowiec, Kobylany, Michałki, Ortel i Wohyń. W tym że czasie dotarł na te tereny ustrój sejmikowy, który nie cieszył się znaczną popularnością. Było to spowodowane niskim poziomem umysłowym ówczesnej szlachty, dla której nowinki ustrojowe były niezrozumiałe i niepotrzebne. O dużym poziome analfabetyzmu, świadczy bardzo częsty sposób aprobowania uchwał sejmikowych przez zaznaczenie krzyżyka. Było to spowodowane m.in. tym, że na terytorium województwa brzeskolitewskiego obowiązywało niejasne ustawodawstwo litewskie, a językiem urzędowym był niechciany białoruski, dopiero z czasem wprowadzono język polski jako urzędowy wraz z polskimi przepisami. Władzę sądowniczą na tych terenach reprezentował Sąd Kopny. Był to sąd ludowy składający się z 60 mieszkańców których wyroki zapadały większością głosów i były ostateczne.

### Czasy I Rzeczypospolitej (po Unii Lubelskiej)
Druga połowa XVI wieku to czas wewnętrznej stabilizacji Rzeczypospolitej, a co za tym idzie i województwa brzeskolitewskiego. Najważniejszym wydarzeniem jakie miało miejsce na tymże terytorium w końcu XVI w., była Unia brzeska zawarta w 1596 r. między Kościołem Rzymskokatolickim a Cerkwią Prawosławną. Inne doniosłe wydarzenie o charakterze sakralnym, miało miejsce 15 września 1631 r., kiedy to w kaplicy zamkowej książąt Sapiehów w Kodniu, w sposób niezwykle uroczysty został umieszczony cudowny obraz Matki Bożej de Guadaluppe.
Niezmiernie trudnym okresem dla ziem powiatu bialskiego był rok 1657, w którym to na skutek potopu szwedzkiego i rabunków wojsk Rakoczego, znaczna część ziemi brzeskiej została zniszczona. Do zniszczeń przyczynił się także najazd rosyjski, ale do 1660 roku Biała Podlaska (wówczas Książęca lub Radziwiłłowska) wraz z terenem powiatu została wyzwolona przez wojska polskie, dzięki czemu, wraz ze wsparciem właścicieli, miasto podniosło się z upadku. Szczególnie dotkliwie w wyniku tych zajść ucierpiały ówczesne miasta Janów Biskupi (Podlaski) oraz Kodeń (utracił dach świątyni i dzwony), które już nigdy nie dźwignęły się z upadku.
Czasy panowania polskiego króla Jana III Sobieskiego spowodowały napływ ludności tatarskiej, dla której na terenie powiatu, były nadawane królewszczyzny. Tatarzy w zamian za służbę u boku króla polskiego otrzymali posiadłości m.in. w Kobylanach, Lebiedziewie, Małaszewiczach, Ortelu i Studziance. Tatarszczyzny na terenie obecnego powiatu pod koniec XVIII w. zajmowały już rozległy obszar 360 włók części ziem Rzeczypospolitej. Wrzesień roku 1683 był znamienny w historii Polski, więc i terenu współczesnego powiatu bialskiego oraz Południowego Podlasia, choć dla Południowego Podlasia podwójnie. Wtedy to prócz sławetnego zwycięstwa wojski Sobieskiego pod Wiedniem, miało miejsce inne znamienne wydarzenie. Na terenie dzisiejszej Leśnej Podlaskiej dwóm chłopcom pasącym bydło ukazał się na gruszy obraz Matki Bożej, wyryty na kamiennym kole. Został on uznany za cudowny dekretem biskupa łuckiego Prażmowskiego z 24 października 1700 roku. Wydarzenie to rozszerzyło kult maryjny na terenie powiatu na dwa ośrodki, północny – leśniański i południowy – kodeński.
Czasy saskie, przynosiły stopniowe zubożenie mieszkańców ziem powiatu brzeskiego. Wykorzystując osłabienie Rzeczypospolitej, w 1706 r. wojska szwedzkie ponownie wkraczyły w granice powiatu i do Białej Podlaskiej, niszcząc na nowo miasta i wsie oraz nakładając na ich mieszkańców kontrybucje. W roku 1752 przybyli z Częstochowy do Leśnej oo. Paulini założyli swój klasztor, który stał się ostoją jedności i wiary katolickiej na zbliżające się lata zaborów.

### Okres zaborów
W 1795 roku, po III rozbiorze Polski, teren powiatu bialskiego z Białą Podlaską znalazł się przejściowo pod zaborem austriackim, jednak już w 1809 r. został przyłączony do Księstwa Warszawskiego. Ostatecznie 1815 roku obszar ten znalazł się pod zaborem rosyjskim.
Powiat bialski był obszarem licznych walk polskich powstańców z wojskami rosyjskiego zaborcy podczas powstania styczniowego z lat 1863–1864. Wielu mieszkańców powiatu wzięło udział w tym powstaniu.
Powiat lub ujezd bialski istniał w guberni siedleckiej Królestwa Kongresowego. W 1866 zmniejszony, opisany w tomie I Słownika geograficznego Królestwa Polskiego.
W 1915 roku wojska niemieckie wyparły administrację rosyjską z terenów powiatu bialskiego. Rozpoczęła się trzyletnia okupacja niemiecka. Biała Podlaska i powiat bialski podlegały wydzielonej Komendzie Etapów Naczelnego Dowództwa Armii Wschodnich (tzw. Ober-Ost). Ponad trzyletnia okupacja zakończyła się dla miasta dopiero 31 grudnia 1918 r., kiedy do Białej wkroczyły wojska polskie –  34 Pułk Piechoty, Niemcy się zaś wycofali. Nie dawało to jednak wolności dla całego powiatu. W lutym 1919 r. żołnierze z 34 PP stoczyli jeszcze z Niemcami bój pod Kobylanami, ok. 30 km od Białej Podlaskiej.

### Od odzyskania przez Polskę niepodległości (1918) do czasów współczesnych
Od 1918, po odzyskaniu niepodległości przez Polskę, w granicach województwa lubelskiego. Powiat bialski po zakończeniu I wojny światowej był wyniszczony rabunkową polityką okupanta. Na wyzwolonym terenie zaczęły szybko powstawać polskie struktury administracyjne – rządowe, samorządowe, jak i kościelne.
W 1939 roku zaczęła się kolejna okupacja niemiecka na terenie powiatu bialskiego. Okupanci prowadzili politykę wyniszczania i rabunkową. Mordowano mieszkańców podejrzanych o współpracę z polskim podziemiem. Koniec okupacji niemieckiej przyszedł w 1944 roku, kiedy to wojska sowieckie zdobyły ten obszar. Nie przyniosło to jednak spokoju, Sowieci oraz polscy komuniści wyłapywali polskich działaczy niepodległościowych, antykomunistycznych i patriotycznych.
Powiat został zlikwidowany w 1975 wraz z reformą administracyjną i znalazł się na terenie województwa bialskopodlaskiego. Przywrócony wskutek reformy administracyjnej w 1999. 

## Starostowie bialscy
Na podstawie źródła:
- Tadeusz Łazowski (1 stycznia 1999 – 1 marca 2001)
- Bogusław Józef Żądło (27 marca 2001 – 19 listopada 2002)
- Tadeusz Łazowski (19 listopada 2002 – 30 marca 2016)
- Mariusz Filipiuk (30 marca 2016 – nadal)

## Sąsiednie powiaty
- Biała Podlaska (miasto na prawach powiatu)
- powiat włodawski
- powiat parczewski
- powiat radzyński
- powiat łukowski
- powiat siedlecki (mazowieckie)
- powiat łosicki (mazowieckie)
- powiat siemiatycki (podlaskie)